# Asahiflex

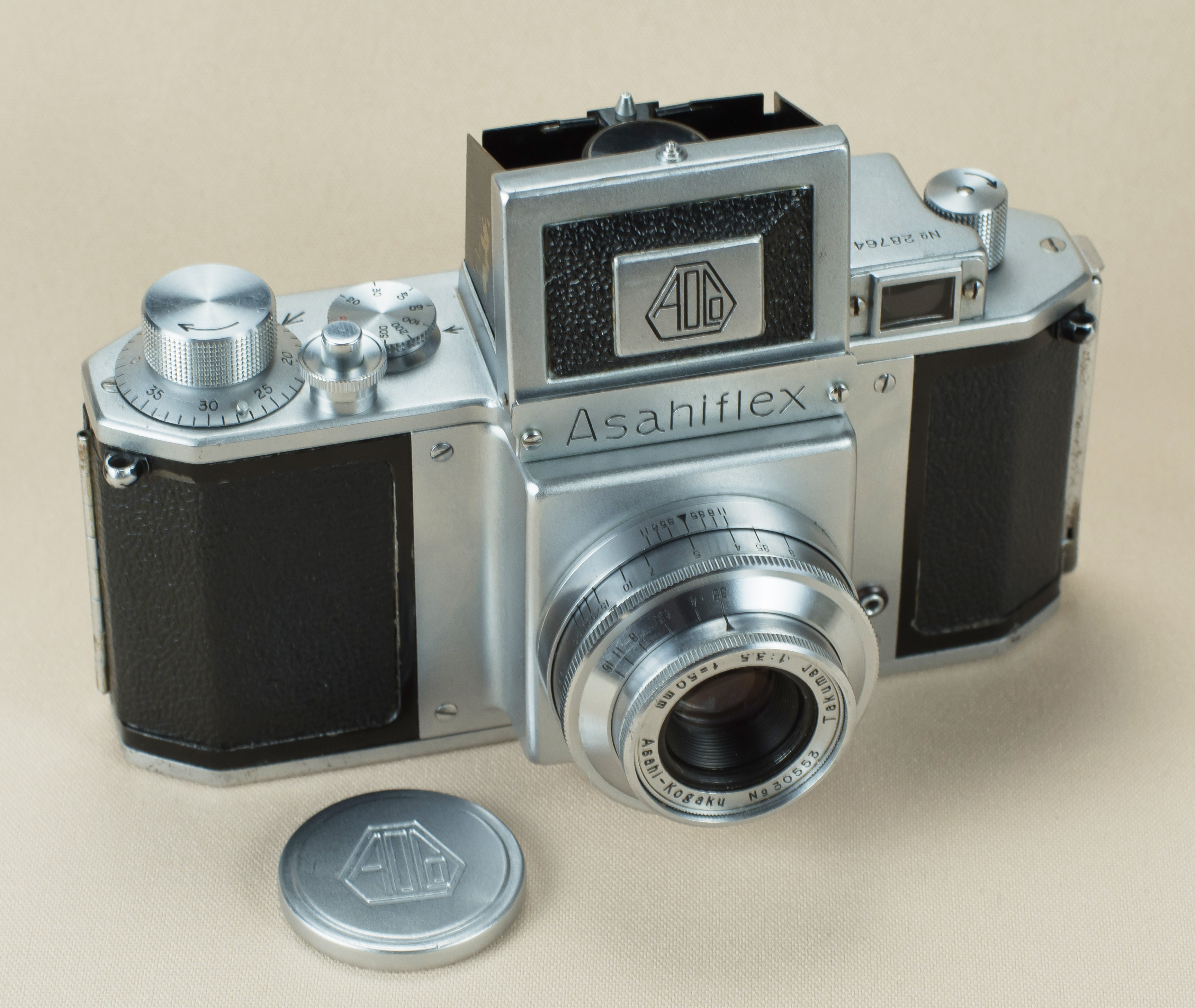
Первая модель фотоаппарата Asahiflex

Asahiflex — название однообъективных зеркальных фотоаппаратов, выпускавшихся японской корпорацией Asahi Optical. Первая модель, для исключения путаницы часто упоминаемая, как Asahiflex I, производилась с небольшими усовершенствованиями с 1952 по 1954 год и считается первым в Японии малоформатным зеркальным фотоаппаратом.

## Asahiflex I
Компания Asahi Optical первой среди японских фотопроизводителей решила отойти от практики копирования и компиляции немецких дальномерных прототипов, и создать более перспективный зеркальный фотоаппарат. Разработкой первой модели Asahiflex семь месяцев были заняты два ведущих инженера Рёхэй Судзуки (англ. Ryohei Suzuki) и Нобуюки Ёсида (англ. Nobuyuki Yoshida). В качестве основы была использована конструкция среднеформатного фотоаппарата Reflex Corelle. 
Одним из факторов, долгое время ограничивавших распространение однообъективной схемы, было неудобство зеркала, занимающего рабочее положение только при взведённом затворе. После его срабатывания зеркало откидывалось вверх и видоискатель терял работоспособность. Поэтому даже для предварительной оценки кадра затвор приходилось держать взведённым. Для устранения проблемы разработчики позаимствовали принцип, уже использовавшийся в довоенном немецком Praktiflex 1938 года. Его зеркало было кинематически связано с кнопкой спуска затвора, при нажатии которой поднималось. При отпускании кнопки зеркало возвращалось в рабочее положение, вновь открывая видоискатель. Такое устройство обеспечивало постоянное визирование, но увеличивало усилие на спусковой кнопке.

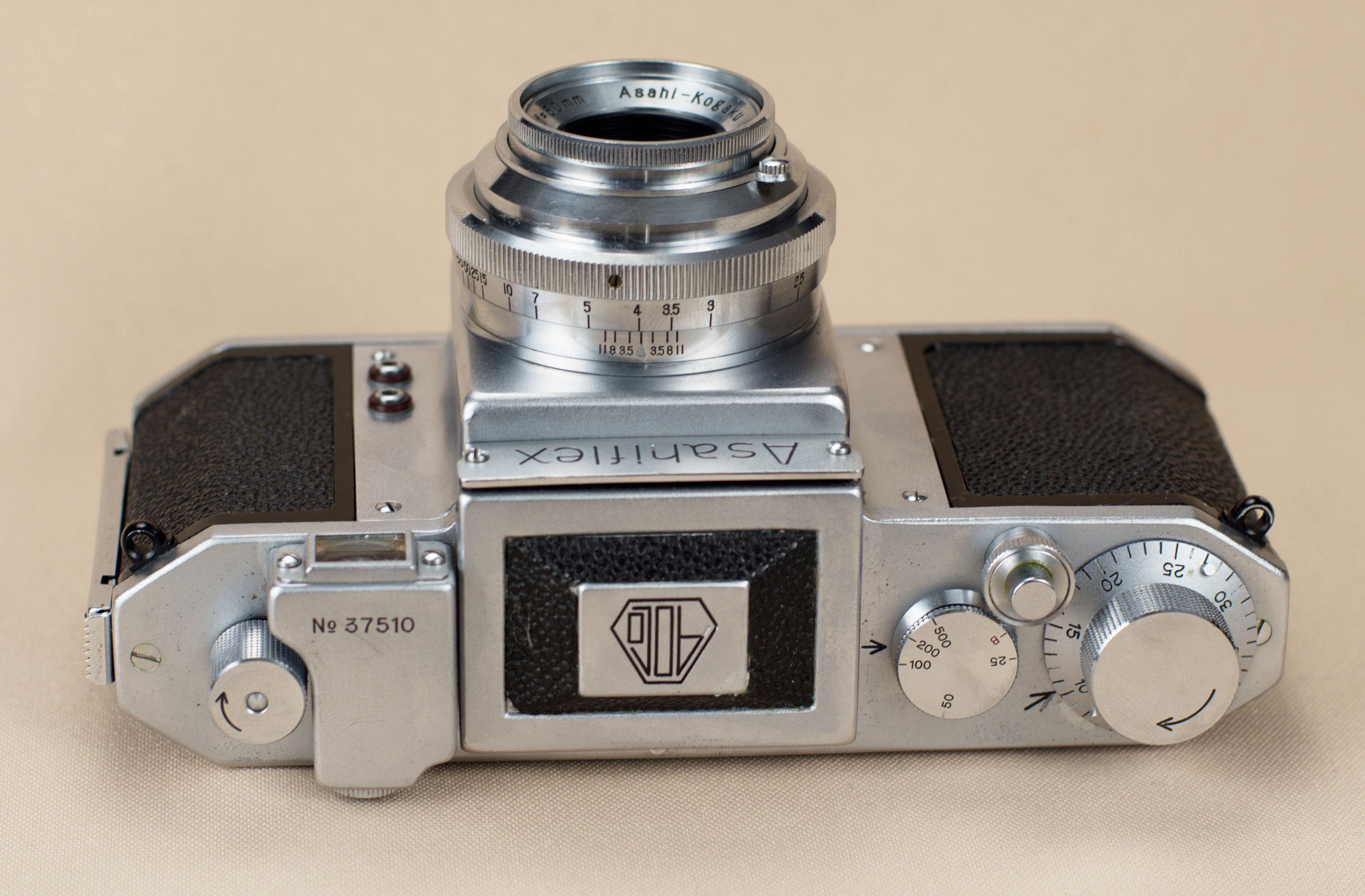
Фотоаппарат Asahiflex Ia

Поскольку пентапризма в тот момент была неизвестна в Японии, и над матовым стеклом Asahiflex располагалась шахта, ещё одним неудобством была необходимость располагать фотоаппарат на уровне пояса, наблюдая сверху зеркально перевёрнутое изображение. Ещё сложнее пользование таким визиром при съёмке вертикального кадра. Поэтому фотоаппарат был дополнительно оборудован телескопическим видоискателем, позволяющим кадрировать изображение с уровня глаз, как это принято в большинстве фотоаппаратов. Поле зрения дополнительного визира Asahiflex эквивалентно его штатному объективу Takumar 50/3,5. 
Благодаря тщательной проработке конструкции Asahiflex стал самой компактной из малоформатных «зеркалок» своего времени, приблизившись по габаритам к дальномерной Leica III. В 1953 году камера была усовершенствована, и начала продаваться под названием Asahiflex Ia (в США Tower 23). Затвор получил синхроконтакт X для электронных фотовспышек, отсутствовавший в предыдущей модели, а весь набор выдержек от 1/25 до 1/500 секунды был приведён к стандартному ряду. Кроме того, штатный объектив оснастили механизмом предварительной установки диафрагмы.

## Asahiflex II
Следующая модель Asahiflex II построена на базе Asahiflex Ia и внешне практически неотличима. Главным достоинством камеры стал автоматический механизм зеркала постоянного визирования, впервые в мире реализованный в серийном фотоаппарате. После нажатия на спусковую кнопку перед срабатыванием затвора механизм поднимал зеркало, а после окончания экспозиции мгновенно опускал его. Таким образом, фотограф терял изображение в видоискателе на доли секунды, лишь ненамного дольше времени экспонирования. Спусковая кнопка, избавленная от усилия подъёма зеркала, стала такой же мягкой, как и у большинства фотоаппаратов, что положительно отразилось на резкости снимков.

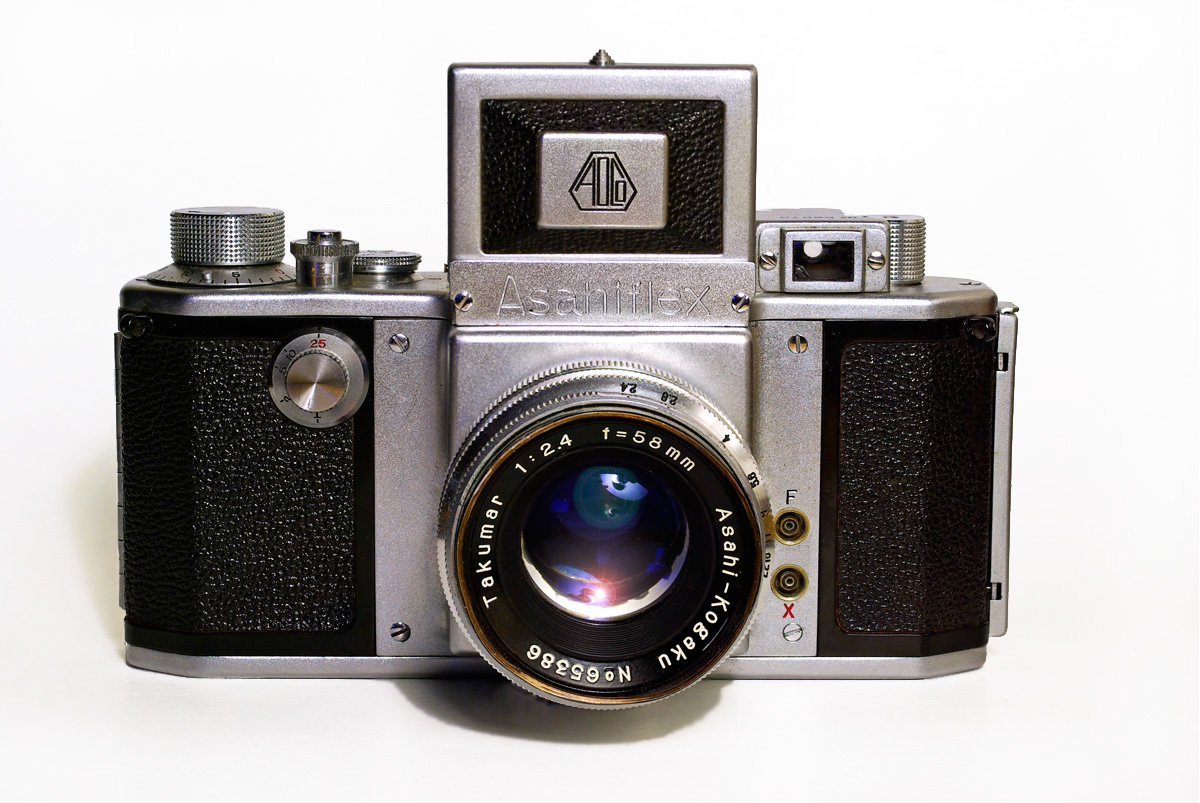
Фотоаппарат Asahiflex IIA

Дальнейшим усовершенствованием, реализованным в 1955 году в модели Asahiflex IIA (в США Tower 22), стал расширенный диапазон выдержек за счёт дополнительного механизма задержки. Длинные выдержки от 1/15 до 1/2 секунды переключались как у немецкой Leica III диском на передней стенке. В обеих версиях Asahiflex I выдержки длиннее 1/25 секунды требовали удерживания зеркала в поднятом состоянии спусковой кнопкой, что вызывало риск их неполной отработки при невнимательности фотографа. Поэтому полный диапазон затвора реализован только после внедрения автоматического зеркала. 
Новый фотоаппарат начали комплектовать более светосильным объективом Takumar 58/2,4. В ранней версии, обычно упоминаемой под названием Asahiflex IIB (в США в зависимости от штатного объектива Tower 23 или Tower 24), дополнительные длинные выдержки отсутствовали. Тем не менее, она продолжала выпускаться и после появления модели IIA, но в новом корпусе, гнездо диска длинных выдержек которого закрывалось заглушкой. 
Появление зеркала постоянного визирования стало одним из самых значительных событий в истории фотоиндустрии. Вместе с внедрением пентапризмы эта инновация вывела однообъективные зеркальные фотоаппараты на лидирующие позиции, оставив популярность дальномерных камер в прошлом. Благодаря новому зеркалу компании Asahi Optical удалось прочно закрепиться на рынке 35-мм «зеркалок», а отсутствие конкурентов в этом сегменте японского фотоаппаратостроения позволило быстро увеличить объём продаж и встать в один ряд с крупнейшими оптико-механическими концернами. В 1957 году на смену линейке Asahiflex пришёл фотоаппарат Asahi Pentax с первой в Японии пентапризмой, окончательно утвердивший лидерство компании.